# 经验开放性
经验开放性（英語：openness to experience）是一个心理学概念，用来描述人格的五种特质之一，开放性包括活跃的想象力、审美感受性、对内心感受的专注性，对种类的偏好，以及对知识的好奇心。大量的心理学研究表明，这些特质在统计学上相关。因此，开放性可以被看作是一个由一系列具体的特质、习惯和倾向集中在一起组成的人格特质。
开放性呈正态分布，只有少数人的得分非常高或非常低，大多数人的得分接近平均值。开放性得分较低者被认为是“经验封闭”。他们的观点和行为方式通常较为传统，喜欢熟悉的套路而不是新的经验，一般兴趣范围较窄。
经验开放者与经验封闭者在心理健康方面并无不同。开放性与情緒不穩定性，或其他任何心理特质之间没有关联。经验开放与经验封闭只是对待世界两种不同的方式。